# 155 mm C Mle 1881
L'Obusier de 155 Court Modèle 1881 era un obice pesante francese ad affusto rigido, progettato dal capitano Charles Ragon de Bange ed impiegato dall'esercito francese durante la prima guerra mondiale.

## Storia
L'obice fu sviluppato da de Bange presso il Dépôt Central dell'Arma di artiglieria di Parigi come versione accorciata del suo cannone 155 mm L Mle. 1877. Il pezzo era montato su un affusto definito de siege et de place, ovvero da assedio e da fortezza, e venne assegnato ai reggimenti di artiglieria da fortezza (régiments d'artillerie à pied).
Come arma d'assedio, il 155 C rimpiazzò il predecessore 155 L in tutte le circostanze in cui era necessario un tiro a distanze minori ma con traiettoria parabolica ad alto angolo. Come artiglieria da fortezza invece il pezzo venne schierato, su piazzola di tiro o in casamatta a tiro indiretto, principalmente nelle piazze di prima categoria, quelle destinate a subire l'urto principale dell'attacco avversario. Nel 1914, al momento della mobilitazione per la Grande Guerra, l'esercito francese schierava 237 di questi obici. Con la stabilizzazione del fronte occidentale, il pezzo, da arma da assedio e da difesa, venne riconvertito al ruolo di obice campale pesante.

## Tecnica
La canna, in acciaio, era una versione accorciata di quella del 155 mm L Mle. 1877, con rigatura progressiva sinistrorsa a 48 rilievi ed otturatore a vite interrotta tipo de Bange. Era lunga 2,4 m e pesava 1.130 kg, compresi 68 kg dell'otturatore.
L'affusto rigido de siege et de place aveva la particolare forma detta a collo di cigno, che rendeva possibili grandi elevazioni ed offriva un'ottima resistenza; esso era costituito da due aloni in lamiera scatolata e rivettata, che portavano superiormente le orecchioniere ed anteriormente l'assale per le ruote; nella coda veniva inserito un timone removibile per il collegamento all'avantreno e per il puntamento. Le due grandi ruote a razze in legno venivano utilizzate per gli spostamenti su strada; quando il pezzo veniva messo in batteria, queste venivano rimosse e l'affusto poggiava interamente sulla piattaforma di tiro. La piattaforma di tiro Mle 1882, in legno, era lunga 5,3 m, pesante 4.514 kg e richiedeva 2,5 ore per essere approntata. Il pezzo venne successivamente utilizzato con la piattaforma Mle 1891 e con una più leggera piattaforma di circostanza, costituita da 6 travi poggianti su due travi trasversali, utilizzabile per il tiro a carica ridotta. L'energia del rinculo era assorbita dall'attrito tra affusto e piattaforma; dopo ogni colpo, il pezzo doveva essere riportato in avanti: questa operazione era facilitata da due rulli posti ai lati della testata d'affusto, collegati all'assale tramite due bracci, che toccavano la piattaforma quando si alzava manualmente la coda, agendo sul timone.
Per il trasporto, l'affusto, sulle ruote da strada, veniva agganciato tramite il timone ad un avantreno. Il complesso, pesante in totale 3.044 kg, veniva trainato da un tiro a tre pariglie di cavalli.

## Varianti e derivati

### Tourelle de 155 C type Montluçon
La bocca da fuoco da 155 mm C venne utilizzata come armamento della cupola corazzata girevole "type Montluçon". Questa venne sperimentata nel 1888 e, dal 1890, venne installata nella batteria corazzata in calcestruzzo di Lucey.

### Affût-truck Peigné Canet Mle 1897
L' Affût-truck Peigné Canet Mle 1897, sviluppato dal tenente colonnello Peigné e dall'ingegnere Canet negli ultimi anni del secolo, era uno dei primi esempi di cannone ferroviario moderno. Furono realizzati 32 affusti Mle 1897 per le quattro piazzeforti del Sistema Séré de Rivières di Verdun, Toul, Épinal e Belfort. Questi pezzi servivano a rinforzare rapidamente i vari settori della piazza, spostandosi su un sistema di ferrovie Decauville. Allo stabilizzarsi del fronte durante la Grande Guerra, questi cannoni furono utilizzati prima dell'ingresso in servizio dei cannoni ferroviario pesanti, rivelandosi particolarmente utili sul fronte dei Vosgi. Furono ritirati dal servizio il 14 agosto 1919.
L'affusto ferroviario era bivalente, potendo essere armato a seconda delle circostanze con la bocca da fuoco da 155 mm C o con quella da 120 mm L Mle. 1878. La bocca da fuoco era incavalcata su un affustino a lisce laterali con due freni di sparo; le lisce erano incernierate anteriormente al sottoaffusto a candeliere e posteriormente poggiavano su due cilindri a compressione, che contribuivano con i freni di sparo ad assorbire il rinculo. Il sottoaffusto a candeliere era inchiavardato ad un pianale ferroviario, sul quale brandeggiava a 360°; il pianale, con sponde laterali apribili per ampliare la piattaforma di tiro, era dotato di quattro bracci che venivano aperti lateralmente, dotati di martinetti per la stabilizzazione durante la messa in batteria. Il pianale viaggiava su due carrelli a due assi modello Péchot, con scartamento ridotto a 60 cm.

### 155 mm C Mle 1881/12 Filloux
Lo schieramento del Mle 1881, come i pezzi pesanti coevi, era vincolato all'utilizzo di pesanti e poco mobili piattaforme di tiro. A partire dal 1907 Louis Filloux iniziò a studiare una soluzione per migliorare lo schieramento campale del 155 mm C. Il progetto, denominato 155 mm C Modèle 1881 Modifiée 1912, venne accettato e 108 cannoni vennero convertiti nel 1912. La soluzione consisteva nell'introduzione di un sottoaffusto: i montanti laterali di questo telaio fungevano da guida per la coda dell'affusto a collo di cigno; nella parte anteriore era munito di due lisce inclinate in acciaio: allo sparo, il pezzo rinculava salendo sulle lisce tramite i due rulli laterali, per poi tornare automaticamente in batteria per gravità, grazie all'inclinazione delle lisce di scorrimento. L'affusto era inoltre frenato da un freno di sparo che collegava l'affusto al perno centrale della piattaforma di tiro, intorno al quale il complesso affusto-sottoaffusto poteva brandeggiare di 24°.
Tutti questi accorgimenti consentivano un più facile puntamento ed un più alto rateo di fuoco (fino a 2 colpi al minuto) grazie al più rapido riposizionamento del pezzo dopo ogni colpo.

### 155 mm C Mle 1890
Il giovane progettista Louis Henry Auguste Baquet sviluppò per il suo 120 mm C Mle 1890 un primitivo freno di sparo, progenitore del leggendario 75 mm Mle. 1897, sviluppato pochi anni dopo. Le soluzioni impiegate su questo nuovo affusto elastico campale (plate form Baquet) vennero adattate anche alla più potente bocca da fuoco da 155 mm C Mle 1881, ottenendo il 155 mm C Mle 1890 Baquet.

## Munizionamento
Il pezzo utilizzava un munizionamento a cartoccio a sacchetto. La polvere della carica propulsiva era contenuta in sacchetti di seta o in tessuto di amianto. Le cariche progressive andavano da una minima da 0,6 kg ad una massima di 2,8 kg di polvere C1. 
| Tipo                 | Nome                      | Peso proietto | Carica                                         | Note                                                             |
| -------------------- | ------------------------- | ------------- | ---------------------------------------------- | ---------------------------------------------------------------- |
| Granata HE           | Obus ordinaires           | 40 kg         | 1,4 kg (polvere nera) o 2,1 kg (melinite)      | spoletta a percussione SM                                        |
| Granata HE           | Obus allongés Mle 1890    | 43 kg         | 10,325 kg (melinite)                           | spoletta a percussione                                           |
| Granata HE           | Obus de 4½ calibres       | 43,7 kg       | 12 kg                                          |                                                                  |
| proietto perforante  | Obus de rupture           |               |                                                |                                                                  |
| Shrapnel             | Obus à balles             | 40,59 kg      | 0,45 kg (polvere nera) + 270 pallette          | spoletta a doppio effetto, pallette in piombo indurito da 26,1 g |
| Mitraglia            | Obus à mitraille          | 40,5 kg       | 0,55 kg (polvere nera) + 416 pallette          | spoletta a doppio effetto, pallette in piombo indurito da 25 g   |
| Mitraglia            | Boites à mitraille        | 39,6 kg       | 429 pallette                                   | pallette in piombo indurito da 65 g                              |
| Proietto incendiario | Projectiles incendiairies |               | 0,8 kg (polvere MC30) + 30 cilindri incendiari |                                                                  |